# Glenasmole Valley SAC
Glenasmole Valley SAC este o arie protejată (arie specială de conservare — SAC, sit de importanță comunitară — SCI) din Irlanda întinsă pe o suprafață de 147,59 ha, integral pe uscat.

## Localizare
Centrul sitului Glenasmole Valley SAC este situat la coordonatele 53°14′29″N 6°21′48″W / 53.241488°N 6.363312°V.

## Înființare
Situl Glenasmole Valley SAC a fost declarat sit de importanță comunitară în ianuarie 2002 pentru a proteja 1 specie de animale. Situl a fost protejat și ca arie specială de conservare în iulie 2021.

## Biodiversitate
Situată în ecoregiunea atlantică, aria protejată conține 3 habitate naturale: Pajiști uscate seminaturale și facies de acoperire cu tufișuri pe substraturi calcaroase (Festuco-Brometalia) (* situri importante pentru orhidee), Pajiști cu Molinia pe soluri calcaroase, turboase sau argilos-nămoloase (Molinion caeruleae), Izvoare petrifiante cu formare de travertin (Cratoneurion).
La baza desemnării sitului se află o specie protejată de  păsări: pescăruș albastru (Alcedo atthis).
Pe lângă speciile protejate, pe teritoriul sitului au mai fost identificate 9 specii de plante, 1 specie de păsări, 1 specie de amfibieni, 4 specii de mamifere.